# Brunel University
Brunel University är ett universitet i Storbritannien. Det ligger i grevskapet Greater London och riksdelen England.